# One (Glass Hammer)
One is een compilatiealbum van Glass Hammer. Voordat Glass Hammer hun eerste muziekalbum Journey of the Dunadan uitbracht waren de basisleden Babb en Schendel ook al bezig met muziek. Zij probeerden hun weg te vinden in de progressieve rock, maar als twee toetsenisten werden ze vaak in de hoek van de new age gezet. Dat wilden de heren niet en ze begonnen muziek op te nemen. Dat resulteerde in twee cassettealbums, die niet werden uitgebracht, Werktitels waren Lair of the wurm en Fortress of fear. Glass Hammer stoomde in de jaren die volgden op in de progressieve rockscene met als hoogtepunt het album Lex Rex. 
Babb en Schendel vonden het tijdens het 20-jarig bestaan van de band tijd om de eerste twee pogingen op verzoek te persen om meer inzicht te krijgen in hun muziek. De twee albums die samen onder One werden uitgegeven liet een heel ander Glass Hammer horen dan de albums vanaf Journey of the Dunadan. Die albums werden vaak vergeleken met albums van Yes, daarvan is bij One nog geen sprake. De instrumentale muziek valt eerder te omschrijven als elektronische muziek (synthesizermuziek), voor new agemuziek is het echter te onrustig. Uitzondering is de track Chased by things, dat lijkt zo afkomstig van Steve Hacketts, Voyage of the acolyte. 

## Musici
- Steve Babb, Fred Schendel – alle muziekinstrumenten

## Muziek
| Nr. | Titel                          | Duur |
| --- | ------------------------------ | ---- |
| 1.  | Ex oblivione                   | 6:32 |
| 2.  | Hypnos                         | 3:49 |
| 3.  | The nameless city              | 2:52 |
| 4.  | The fortress unvanquished      | 4:49 |
| 5.  | The glittering gate            | 4:28 |
| 6.  | The shunned hills              | 3:03 |
| 7.  | A glimpse from the watch tower | 3:56 |
| 8.  | Chased by things               | 2:11 |
| 9.  | The whisperer in the dark      | 4:56 |
| 10. | The book of wonder             | 3:51 |
| 11. | A lurking fear                 | 4:43 |
| 12. | Dreams of the witch-house      | 3:35 |
| 13. | Beyond the fields we know      | 2:34 |
| 14. | Beyond the wall of sleep       | 2:46 |
| 15. | A night at the inn             | 2:36 |
| 16. | To journey onward              | 3:49 |